# Rokszyce (powiat rawski)
Rokszyce – wieś w Polsce położona w województwie łódzkim, w powiecie rawskim, w gminie Biała Rawska.
Wieś wymieniana w 1888 r.
W latach 1975–1998 miejscowość należała administracyjnie do województwa skierniewickiego.
Zobacz też: Rokszyce, Rokszyce Szkolne